# 张鹤伦
張鶴倫（1985年3月19日—），本名張立民，藝名鶴倫。

## 经历
張鶴倫于2006年入科，2009年6月13日，拜师随“鶴”字科第一批拜师成为“頭鶴”成员，現為德云六队隊長，搭檔是郎鶴炎。
- 2010年 開始與搭檔郎鶴炎合作演出。[1]
- 2016年 两人搭档参加东方卫视《笑傲江湖》第三季总决赛。[2]
- 2019年 东方卫视首播《欢乐喜剧人5》中，两人代表德云社出演。[3]
- 2019年 與搭檔郎鶴炎獲得《歡樂喜劇人第五季》亞軍。

## 演出相關

#### 電影
| 上映年份 | 片名                     | 角色     | 備註 |
| 2016年   | 《德雲三鬥士》           | 張鶴倫   |      |
| 2017年   | 《相声大电影之我要幸福》 | 管半年   |      |
| 2018年   | 《祖宗十九代》           | 四大名捕 |      |
| 2021年   | 《心裡有數》             | 張立民   |      |

#### 網路劇
| 首播年份 | 播出平台 | 片名              | 角色       | 備註 |
| 2017年   | 搜狐視頻 | 《林子大了》      | 張雅珍     |      |
| 2019年   | 愛奇藝   | 《能耐大了》      | 張雅珍     |      |
| 2021年   | 騰訊視頻 | 《啟航•當風起時》 | 魯海牛     |      |
| 2022年   | 愛奇藝   | 《瓦舍江湖》      | 羅刹國使者 | 客串 |
| 待播     | 騰訊視頻 | 《北緯路甲一號》  | 鲁知非     |      |

#### 常駐综艺
| 首播日期 | 首播日期               | 電視臺     | 節目名稱             | 備註   |
| 2011年   | 2011年                 | 辽宁卫视   | 《有話好好說》       |        |
| 2016年   | 7月17日                | 東方衛視   | 《笑傲江湖第三季》   | 選手   |
| 2019年   | 1月20日                | 東方衛視   | 《歡樂喜劇人第五季》 | 喜劇人 |
| 2019年   | 7月                    | 央視       | 《天下有情人》       |        |
| 2020年   | 8月27日-10月30日       | 騰訊視頻   | 《德云鬥笑社第一季》 |        |
| 2021年   | 1月8日                 | 黑龍江衛視 | 《沸騰吧!冰雪》      |        |
| 2021年   | 8月20日-10月24日       | 騰訊視頻   | 《德云鬥笑社第二季》 |        |
| 2021年   | 11月24日-2022年4月21日 | 天津衛視   | 《青春守藝人》       |        |

## 音樂作品

### 单曲
| 发行日期 | 发行日期 | 歌曲名称           | 备注 |
| 2021年   | 9月15日  | 《小娟》           |      |
| 2021年   | 11月13日 | 《你的蝴蝶》       |      |
| 2022年   | 12月14日 | 《我在天庭當小差》 |      |

## 外部連結
- 张鹤伦的新浪微博

| 从师   | 辈分   | 收徒 |
| 郭德綱 | 第九代 | —    |